# Daniel Zulaika Aristi
Daniel Zulaika Aristi (Zarauz 1951) es un escritor y médico internista que fue referente en la lucha contra el VIH/sida en España.
Fue el primer coordinador de  la lucha contra el VIH/sida  en el País Vasco (España) y en el año 2003 fue elegido presidente de la Sociedad Española Interdisciplinar contra el sida.
Cultivó  su faceta humanista, realizando la licenciatura en historia en el Instituto de Artes Liberales. Este interés le llevó a estudiar la vida de Juan Sebastián Elcano ´del que escribió diferentes artículos y  libros aportando una visión médica de la primera vuelta al mundo protagonizada por el marino vasco.

## Biografía y trayectoria profesional
Nació en Zarauz (España) y en 1974 se licenció en medicina por la Universidad de Navarra.
En 1975 ingresó como residente en el hospital de Cruces (Baracaldo) donde realizó la especialidad de medicina interna. Posteriormente obtuvo la plaza en el departamento de medicina interna de la Residencia Nuestra Señora de Aránzazu (actual Hospital Universitario Donostia) donde permaneció hasta 1987.
En 1979 colaboró en la creación de la Unidad Docente de Medicina de San Sebastián como profesor en el área de patología médica. 
Obtuvo el doctorado en 1981 por la Universidad de Navarra con un estudio sobre la Vida y Obra del Doctor Madinaveitia,
En 1988 fue nombrado  coordinador del Plan de Lucha contra el Sida del País Vasco y en el año 2003 fue elegido presidente de la Sociedad Española Interdisciplinar contra el sida.
En el año 2019 fue nombrado presidente del Consejo Social del Ayuntamiento de San Sebastián cuyas funciones pasan por estudiar y asesorar de cara a fijar las grandes líneas de la política municipal que inciden en el desarrollo estratégico, económico, social y cultural de la misma.
Ha recibido varios reconocimientos siendo quizás el más destacado la Cruz de la Orden de Salud.

## Faceta humanista
Su interés por la historia le llevó a realizar la licenciatura en Historia en el Instituto de Artes Liberales.
Centró su atención en el navegante  Juan Sebastián Elcano,  aportando una visión médica de la expedición de Elcano y de su entorno social mediante artículos, conferencias y libros.